# Entrei de Gaiato
Entrei de gaiato é um filme brasileiro de 1959, dos gêneros musical e comédia chanchada, dirigido por J.B. Tanko.

## Sinopse
Januário é um vigarista que, com ajuda de seus amigos igualmente trapaceiros, se hospeda no requintado Hotel Palácio,  fazendo-se passar por um rico fazendeiro de cacau a fim de roubar e enganar turistas.
Ananásia é uma viúva que também se torna hóspede do mesmo hotel, com quase o mesmo plano: fingir ser milionária para conseguir casar com algum "velho" endinheirado. De imediato, Januário e Ananásia começam a namorar. No entanto, as mentiras sobre suas riquezas os fazem alvos de ladrões internacionais de joias que estavam entre os hóspedes.

## Elenco
- Zé Trindade.... Januário Joboatão (J.J.)
- Dercy Gonçalves.... Ananásia da Emancipação
- Costinha.... Bolota (Abdias Carneiro)
- Roberto Duval.... Marc
- Marina Marcel.... Anabela
- Evelyn Rios.... Elisa (sobrinha de Ananásia)
- Chico Anysio... Dr. Concreto
- Milton Carneiro ... eunuco do paxá
- Grijó Sobrinho
- Ventura Ferreira
- Walter Sequeira Mendez
- Chiquinho
- Agnaldo Rocha
- Carvalhinho (Rodolfo Carvalho)
- Joel da Rosa
- Maria Aparecida
- Yara Lex
- Hamilton Ferreira ... Lucas (detetive do hotel)
- Procopinho (Francisco Ferreira)
- Luiz Carlos Braga ... Fred
- Luiz Mazzei
- Aracy Rosa
- Blackout ... barman do hotel
- Grande Otelo .. apresentador do show do hotel
- Jaime Ferreira
- Marta Lamour
- Edmundo Carijó ... bailarino
- Thelma Elita ... bailarina
- Humberto Catalano
- Moacyr Franco ... mendigo
- Paulo Gilvan Bezerril ... Trio Irakitan
- Edson França (Edinho) ... Trio Irakitan
- João Costa Netto ... Trio Irakitan

## Trilha sonora
Nos inúmeros quadros musicais, destacam-se as atuações dos grandes cantores de marchinha de carnaval da época, como Moacyr Franco, que canta seu sucesso Me dá um dinheiro aí, usada também como canção-tema do filme. Outros números são interpretados por Grande Otelo, Linda Batista, Carlos Galhardo, Blecaute, Joel de Almeida e Emilinha Borba. Os atores Dercy Gonçalves e Zé Trindade também interpretam canções carnavalescas.

## Números Musicais
Nos números musicais são apresentados marchinhas de carnaval interpretadas por cantores de sucesso da época. Dercy Gonçalves  canta um sucesso da cantora Maysa. Grande Otelo, travestido de mulher, canta uma marchinha de carnaval. As músicas são acompanhadas pela Orquestra Raul de Barros e Irany de Oliveira e seu Conjunto Marabá.

## Elenco dos Números Musicais
- Trio Irakitan ... Caixinha de Bom Parecer
- Linda Batista ... Vai que É Mole
- Aracy Costa ... Carnaval na Lua
- Marina Marcel ... Dança de Rumba
- Emilinha Borba ... Menina Direitinha
- Joel de Almeida ... Linda Brincadeira
- Gilda de Barros ... Tem Caroço no Angu
- Zé Trindade ... Cobra que não Anda
- Dercy Gonçalves ... Castigo
- Blackout ... Maria Brasília
- Grande Otelo ... Umbigo de Vedete
- Edmundo Carijó e Thelma Elita ... bailarinos na cena de ballet
- Carlos Galhardo ... Cachopa
- Moacyr Franco ... Me Dá um Dinheiro Aí
- Dircinha Batista ... Meio Mundo
- Yara Lex ... Canção Oriental
- Orquestra Raul de Barros
- Irany de Oliveira e seu Conjunto Marabá

## Músicas e Compositores
- Caixinha de Bom Parecer ... Arlindo de Souza
- Vai que É Mole ... Haroldo Lobo - Milton de Oliveira
- Carnaval na Lua ... João de Barro
- Menina Direitinha ... Rutinaldo - Brasinha - Vicente Amer
- Linda Brincadeira ... Jair Amorim - Antônio Nássara
- Tem Caroço no Angu ... Artur Montenegro - Otolindo Lopes - Renato Araújo
- Cobra que não Anda ... Walter Levita - Milton da Silva Bittencourt
- Castigo ... Dolores Duran
- Maria Brasília ... João Roberto Kelly - José Saccomani - Marly de Oliveira
- Umbigo de Vedete ... Klecius Caldas - Armando Cavalcanti
- Cachopa ... Augusto de Oliveira - Magdalena Corrêa
- Me Dá um Dinheiro Aí ... Homero Ferreira - Ivan Ferreira - Glauco Ferreira
- Meio Mundo ... Dora Lopes - J. Piedade - J. Mascarenhas
- Canção Oriental ... Armando Ângelo